# Parti travailliste indépendant
Pour les articles homonymes, voir ILP.
Le Parti travailliste indépendant (ILP, anglais : Independent Labour Party) est un ancien parti politique socialiste au Royaume-Uni.

## Historique
Le Parti travailliste indépendant est formé en 1893, entre autres par le député socialiste James Keir Hardie, le journaliste Henry Hyde Champion et le syndicaliste Tom Mann, qui en est le secrétaire de 1894 à 1897. Ce parti se donne pour objectif la propriété collective des moyens de production et d'échange.
Aux élections générales de 1895, il présente 28 candidats et obtient 44 325 voix, mais ne parvient pas à faire élire de membres au parlement. Il remporte cependant des élus lors des élections locales et compte bientôt près de 600 élus.
En 1898, il rejoint la Fédération sociale-démocrate et fait de West Ham la première collectivité avec une direction socialiste du pays.
En 1900, il s'allie à d'autres groupes pour former le Labour Representation Committee (Comité de représentation travailliste), avant de s'affilier au Labour Party (Parti travailliste) lors de sa formation en 1906. L'ILP garde cependant sa liberté d'action et continue à mener ses propres activités politiques. 
Au déclenchement de la Première Guerre mondiale, l'ILP conserve sa position pacifiste, et s'oppose ainsi à la bureaucratie du Trade Union Congress qui domine le Labour. 
Après la Révolution russe, il refuse de rejoindre l'Internationale communiste et forme avec d'autres l'Union des partis socialistes pour l'action internationale (l'Internationale « Deux et demi ») tout en restant affilié au Labour dont il constitue l'aile gauche. 
En 1932, il se détache et forme avec d'autres partis socialistes de gauche le « Bureau de Londres », appelé plus tard le Centre marxiste révolutionnaire international, avec le Parti d'unité prolétarienne puis le Parti socialiste ouvrier et paysan français, l'OSP néerlandais, le Parti socialiste ouvrier d'Allemagne (SAP) allemand ou encore le Parti ouvrier d'unification marxiste (POUM) espagnol. 
Sa rupture avec le Labour est cependant le début de son déclin en ce qui concerne le nombre de militants et d'élus : l'ILP passe de 16 800 adhérents en 1932 à 4 400 en 1935. 
Il est très actif durant la guerre d'Espagne et envoie un contingent de volontaires soutenir les efforts des Républicains (dont George Orwell). 
Le parti publie le journal Labour Leader, qui est un temps renommé Socialist Leader. 
Après la Seconde Guerre mondiale, l'ILP milite pour la décolonisation, et contre le nucléaire. Mais le parti décline progressivement et, en 1975, il se rebaptise Independent Labour Publications pour devenir un groupe de pression au sein du Labour.